# Szennyes ínfű
A szennyes ínfű (Ajuga laxmannii) az árvacsalánfélék családjába tartozó, Délkelet-Európában honos, löszpusztákon, sztyeppeken, karsztbokorerdőkben élő növény. 

## Megjelenése
A szennyes ínfű 10-30 cm magas, lágyszárú, sarjtelepes, évelő növény. Szára gyapjas-bozontos, levelei is szőrösek. Ülő, átellenes állású levelei hosszúkás-elliptikusak vagy hosszúkás-tojásdadok. A virágos hajtásokon sárgásak, általában ép szélűek, legfeljebb a csúcsukon fogazottak kissé; míg a meddőkön zöld színűek és fogazottak.  
Június-júliusban virágzik. Virágai a levelek hónaljában nőnek. A párta felső ajka csökevényes, az alsó rész két nagy hasábja szennyesfehér vagy halványsárga, lilásbarna rajzolattal, de előfordulnak rajzolat nélküli egyedek is.

## Elterjedése
Délkelet-Európában honos a Kárpát-medencétől a Balkánon, a Krímen és Dél-Ukrajnán keresztül Délnyugat-Oroszországig és a Kaukázusig. Magyarországon ritka, legnagyobb állományai a Balaton-felvidéken és a Mezőföldön találhatók.

## Életmódja
Löszpusztarétek, lösztölgyesek, sztyepplejtők, pusztafüves lejtők, pusztai cserjések, legelők, karsztbokorerdők, mészkedvelő tölgyesek lakója. 
Magyarországon védett, természetvédelmi értéke 50 000 Ft.

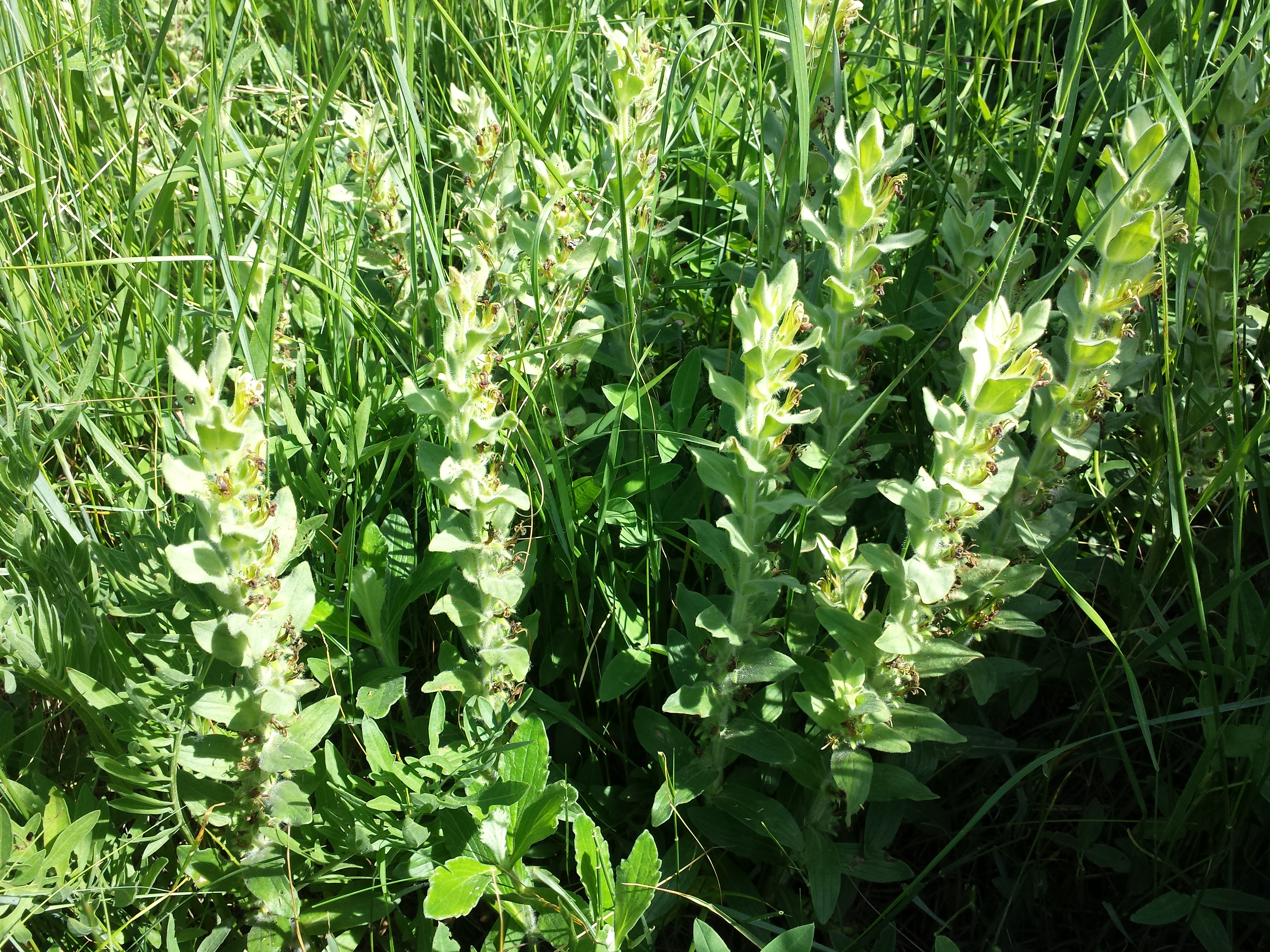
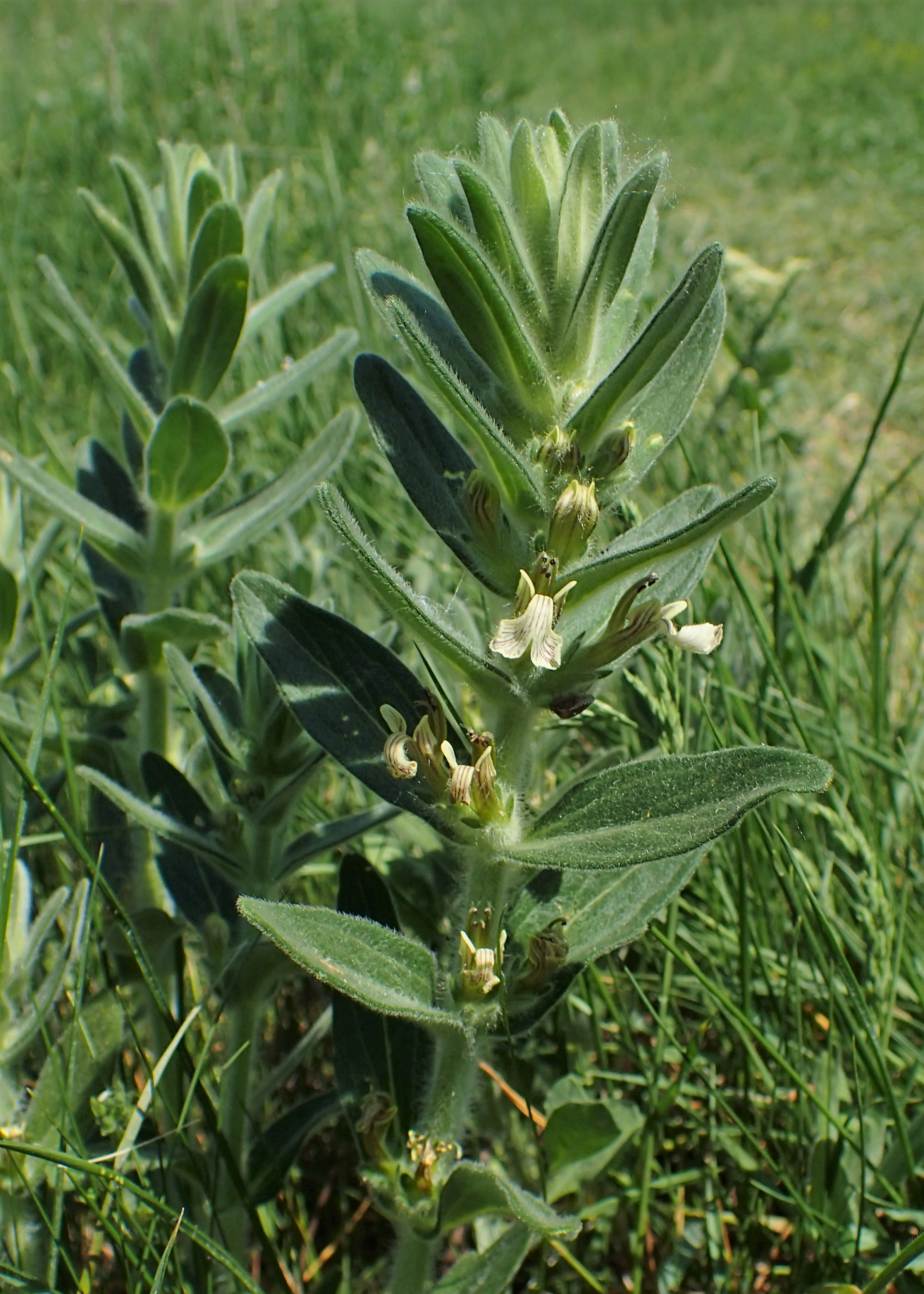
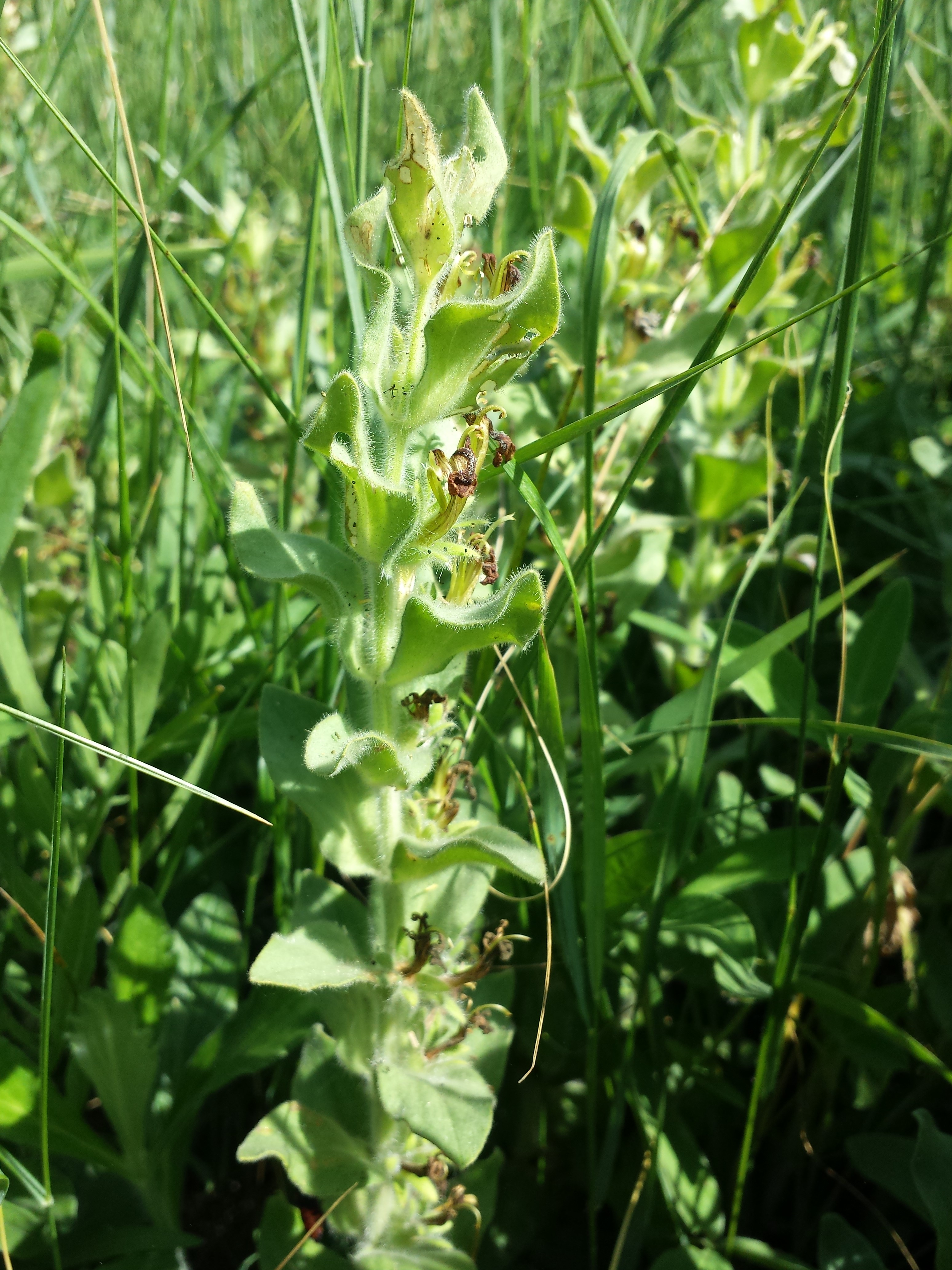
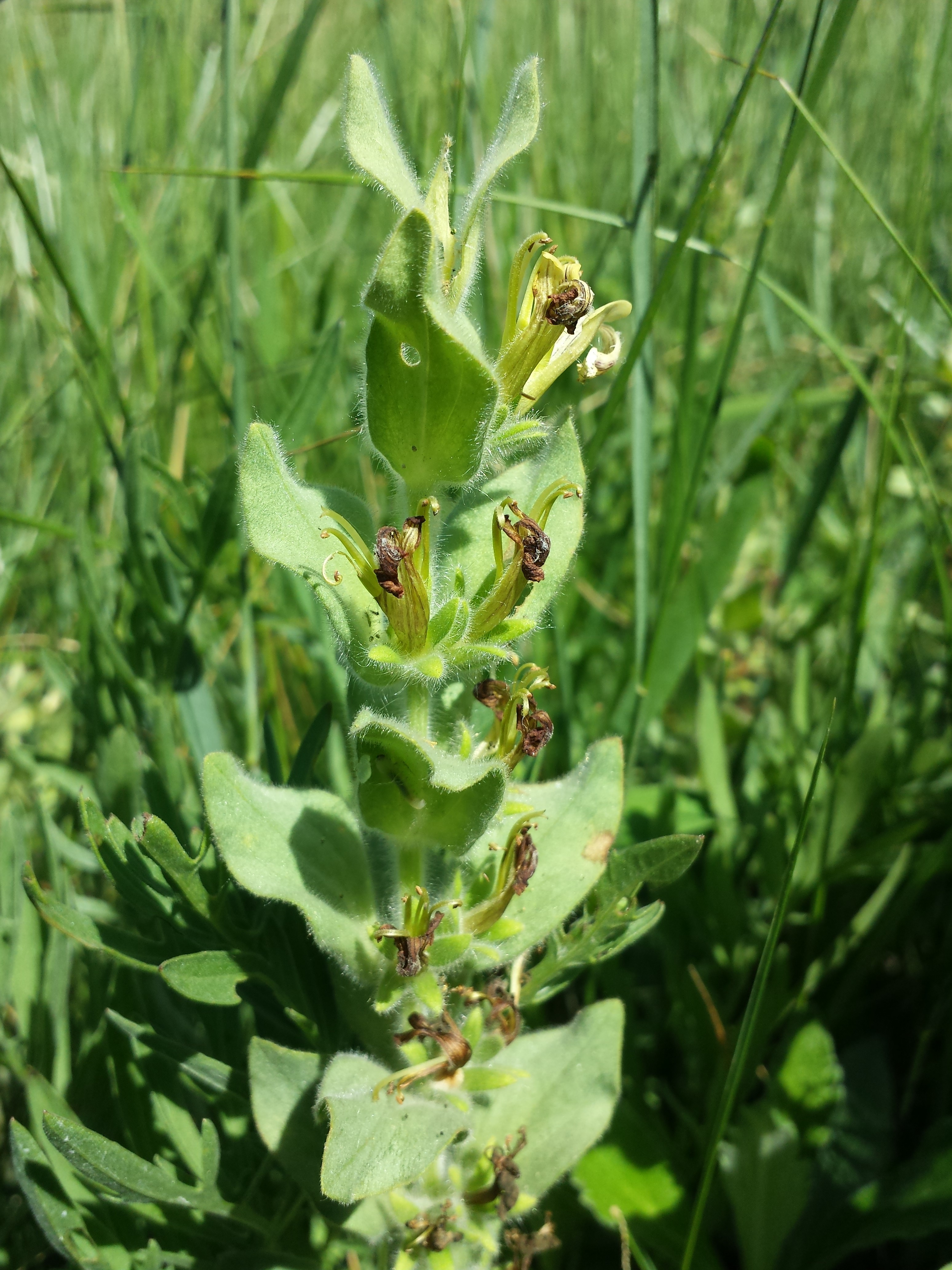